# Bernard Vizier
Pas d'image ? Cliquez ici

a Compétitions nationales et continentales officielles uniquement.

Bernard Vizier, né le 22 avril 1943 à Montverdun et mort le 2 décembre 2015 à Notre-Dame-de-Boisset, est un joueur, entraîneur et dirigeant de rugby à XIII français évoluant au poste de ailier dans les années 1960.
Natif du département de la Loire, Bernard Vizier est un grand espoir du rugby à XIII et dispute le Championnat de France au début des années 1960 au sein du club de Roanne. Il y cotoie alors de grands internationaux tels Robert Eramouspé, Claude Mantoulan, Aldo Quaglio et Jean Rouqueirol. Avec ce club, il remporte le titre de Coupe de France en 1962 bien qu'il ne prend pas part à la finale. Le club est ensuite mis en sommeil en 1964.
C'est à son initiative que le club de Roanne se réveille dans les années 1970. Il ramène le club en première division du Championnat de France durant presque une dizaine d'années en tant qu'entraîneur puis prend la présidence en 1985 pour maintenir l'existence de ce club jusqu'à son décès en 2015.

## Palmarès
- Collectif : 
  - Vainqueur de la Coupe de France : 1962[2] (Roanne).